# ريتشارد همبرغر
ريتشارد همبرغر (بالإنجليزية: Richard Hamburger)‏ هو مخرج أمريكي، ولد في 1951 في مانهاتن في الولايات المتحدة.